# Шпигель, Борис Исаакович
Бори́с Исаа́кович Шпи́гель (род. 18 февраля 1953, Проскуров, УССР, СССР) — российский предприниматель, общественный и политический деятель, продюсер. Основатель и глава фармацевтической группы компаний «Биотэк». Член Совета Федерации Федерального Собрания Российской Федерации (2003—2013).
25 января 2024 года приговорён судом к 11 годам лишения свободы с отбыванием наказания в исправительной колонии строгого режима и к штрафу в 450 млн рублей по делу о даче взятки. Шпигель также был лишён всех государственных наград, а суд конфисковал у него 8,2 млрд рублей в пользу государства. 5 ноября 2024 года освобождён от отбывания наказания в связи с тяжёлым состоянием здоровья.

## Биография

### Происхождение
Борис Исаакович Шпигель родился 18 февраля 1953 года в городе Хмельницкий на Украине. Отец — Исаак Абрамович Шпигель, работал в торговле, умер в возрасте 58 лет. Мать — Броня Борисовна Фрампольская, бухгалтер. В семье его родителей придерживались еврейских традиций, отмечались религиозные праздники.
После техникума служил в армии. Службу проходил во Львове, во внутренних войсках. После окончания института получил офицерское звание.
В 1980 году окончил исторический факультет Каменец-Подольского пединститута имени В. П. Затонского — филиал Киевского государственного университета имени Тараса Шевченко.
Имеет гражданство Израиля.

### Общественно-политическая деятельность
В возрасте 19 лет в армии Б. И. Шпигель вступил в КПСС. В 22 года стал секретарём горкома комсомола в Хмельницком.
В 1995 году неудачно баллотировался в Госдуму и стал помощником спикера палаты Геннадия Селезнёва.
В 1999 году специально для певца Николая Баскова, впоследствии ставшего его зятем, создал и возглавил продюсерский центр МСК (Басков был женат на дочери Бориса Шпигеля Светлане в 2001—2008 годах).
В 1999 году стал зампредом Партии возрождения России, а в 2002 году — зампредом созданного Селезнёвым движения «Россия».
В 2003 году Шпигель окончил Академию внешней торговли и в 2005 году защитил диссертацию на звание кандидата экономических наук, тема диссертации «Проблемы и перспективы развития энергетического экспорта из России». В диссертации Борис Шпигель рассматривал мировой рынок энергоресурсов, роль России на этом рынке и проблемы развития российского экспорта энергоносителей
В 2012 году окончил Российский новый университет.
Работал заместителем директора Всероссийского научно-исследовательского института сельскохозяйственной биотехнологии (ВНИИСБ), возглавляет с 1990 года фармацевтическую компанию «Биотэк».
Председатель президиума Международного правозащитного движения «Мир без нацизма». До 2005 года Б. И. Шпигель был президентом организации КЕРООР (Конгресс еврейских религиозных общин и организаций России). 5 ноября 2007 года Шпигель был избран президентом Всемирного конгресса русскоязычного еврейства (ВКРЕ).

### Государственная деятельность
В 2003—2013 годах являлся представителем в Совете Федерации Федерального Собрания Российской Федерации от правительства Пензенской области.
Один из многих российских парламентариев еврейского происхождения. В отличие от других подчёркивает свою приверженность иудаизму и еврейству. Сторонник развития двухсторонних отношений между Россией и Израилем, возглавлял в Совете Федерации группу по сотрудничеству с Кнессетом государства Израиля. Неоднократно встречался с руководством Израиля, в том числе с Президентом Шимоном Пересом, премьер-министром Биньямином Нетаньяху, лидером оппозиции Ципи Ливни, спикером Кнессета Реувеном Ривлиным и другими. В июле 2008 года способствовал закрытию сайта боевого крыла исламистской организации ХАМАС, размещённого на одном из российских серверов. В октябре 2009 года подвергся скоординированной информационной атаке со стороны русскоязычных исламистских сайтов за резкую критику т. н. «отчёта Голдстоуна» и высказанную поддержку Израиля.
- Первый заместитель председателя Комитета Совета Федерации по конституционному законодательству, правовым и судебным вопросам, развитию гражданского общества;
- Руководитель группы по сотрудничеству Совета Федерации с Кнессетом Израиля;
- Принимал участие в работе Межпарламентской комиссии по сотрудничеству Федерального Собрания Российской Федерации и Верховной Рады Украины.

В марте 2013 года, в связи с избранием президентом международной правозащитной организации «Мир без нацизма», подал заявление о снятии досрочно полномочий Члена Совета Федерации. 27 марта 2013 года заявление было удовлетворено.

### Уголовное преследование
В ночь на 21 марта 2021 года Шпигель был задержан по подозрению во взяточничестве в рамках уголовного дела губернатора Пензенской области Ивана Белозерцева в аэропорту, куда прилетел из Израиля, и доставлен на Петровку, 38. В сообщении СК России говорилось: «по данным следствия, с января по сентябрь 2020 года Белозерцев получил от Шпигеля, его супруги и директора ОАО „Фармация“ Антона Колоскова взятки через посредников в виде денег и иных ценностей на сумму, превышающую 31 млн руб.». По версии СК, взятки главе региона передавались за предоставление компании «Биотэк» конкурентных преимуществ при заключении госконтрактов. Речь идёт о тендерах для региональных учреждений здравоохранения на поставку и хранение медицинских изделий, лекарств, контроль их качества. 23 марта Шпигель был арестован по делу о взятках губернатору Пензенской области и заключён под стражу.
В ноябре 2023 года Генпрокуратура РФ запросила для Шпигеля 12 лет заключения в колонии строгого режима.
В январе 2024 года в Измайловском суде Москвы Шпигель был приговорён к 11 годам лишения свободы в колонии строгого режима и штрафу в размере 450 миллионов рублей, а также был лишён всех государственных наград; жена Шпигеля, Евгения, была приговорена к 8,5 годам лишения свободы в колонии общего режима.
Октябрьский районный суд Пензы также частично удовлетворил исковые требования к Б. Шпигелю об обращении в доход государства более 8 млрд руб. (иск был подан заместителем генпрокурора Игорем Ткачевым в ноябре 2023 г., он требовал взыскать солидарно с фигурантов уголовного дела о коррупции почти 9,9 млрд рублей) — надзорное ведомство посчитало, что эти деньги были получены в результате коррупционной схемы. Как ожидается, решение суда будет обжаловано стороной защиты.
5 ноября 2024 года освобождён от отбывания наказания Преображенским судом Москвы в связи с тяжёлым состоянием здоровья.

## Личная жизнь

### Семья
Жена — Евгения Григорьевна Шпигель, владелец фирмы «Интермедфарм», которой практически на 80 % принадлежит ОАО «Фармация». Выручка «Фармации» в 2019 году составила 3,1 млрд рублей, «Интермедфарма» — 612 млн рублей. Была арестована в марте 2023 года. У неё онкологическое заболевание, в 2015 году она перенесла операцию по удалению жизненно важных органов.
Дочь — Светлана (род. 1981), окончила юридический факультет МГУ, после чего открыла пиар-агентство «Успех», занимавшееся продвижением творческих людей в мире шоу-бизнеса. В 2001—2008 гг. была замужем за с певцом Николаем Басковым, в 2006 году у них родился сын Бронислав (назван в честь бабушки Брони).
Шпигель какое-то время был продюсером Баскова, затем они поссорились. В одном из интервью Шпигель вспоминал: «Коле я помог не только деньгами, я душу и сердце в него вкладывал. Ночами сидел с ним на студии, делал программы — все пять программ, которые были у него, за что он и получил заслуженного артиста России».
В 2011 году Светлана вышла замуж за директора «Нафтогазмережи» Украины (дочернего общества «Нафтогаза Украины») и заместителя председателя правления Национальной акционерной компании «Нафтогаз Украины» Вячеслава Соболева. Свадьба состоялась 18 апреля в банкетном зале ресторана «Метрополь», на которую пригласили многих известных бизнесменов и звёзд шоу-бизнеса. Вскоре у супругов родилась дочь Нина.
В 2014 году брак распался. Отчасти это было связано с изменением политической обстановки на Украине, повлекшей за собой проблемы в бизнесе Соболева. Светлана с детьми уехала в Израиль, но в 2020 году вернулась обратно в Россию и обосновалась в элитном посёлке в Подмосковье. 5 октября 2020 года приняла участие в церемонии вручения детской премии «ТЭФИ» в Москве.

### Состояние здоровья
Шпигель постоянно опасался за своё здоровье. Это выражалось в том, что Шпигель много пользовался услугами медиков и даже в поездки возил за собой врачей, которые контролировали его состояние: измеряли давление, осматривали, давали рекомендации по питанию. В окружении Шпигеля такую боязливость объясняли тем, что отец бизнесмена в своё время умер из-за того, что ему вовремя не оказали медицинскую помощь.
Рассказал, что в 2006 и 2017 годах пережил инфаркты миокарда. В 2020 году была тромбоэмболия и сильное ухудшение хронической сердечной недостаточности с участившейся фибриляцией предсердий. Весной 2022 года перенёс инфаркт с коронавирусом в 77-й медсанчасти ФСИН. С первого дня ареста в 2021 году содержится в больничной камере.
После задержания в марте 2021 года Шпигель заявил, что ранее он дважды перенёс клиническую смерть. В 2003 году к нему прикрепили медиков, которые следили за состоянием здоровья. Потом он сам нанял медиков для сопровождения, и они не раз спасали от смерти. Шпигель не может спать без аппарата для дыхания. Он не может самостоятельно надеть даже специальное бельё, предотвращающее тромбоэмболию. Но и помимо этого, у него ряд тяжелейших заболеваний, так что сам за собой он в полной мере не может даже ухаживать. В камере Шпигель задыхается, а при движении возникает сильная одышка. Ранее Шпигель перенёс операцию на сердце (стентирование на сердце).
В выписке из медицинской карты Шпигеля из городской больницы № 36 (ГКБ имени Иноземцева) говорится, что его доставили туда 22 марта из Басманного суда с диагнозом «ишемическая болезнь сердца», «постинфарктный склероз», «стентирование коронарных артерий» с синдромом ночного апноэ и другими сопутствующими заболеваниями. Защита утверждает, что имеющиеся у Шпигеля болезни — тяжёлая форма тромбоэмболии и гипертония 3-й степени — входят в утверждённый правительством России перечень заболеваний, с которыми заключение под стражу запрещено.
23 марта 2021 года адвокат Шпигеля заявила о том, что Шпигель ранее переболел коронавирусом, у него произошла тромбоэмболия легочной артерии. Имеет ряд кардиологических и иных заболеваний ещё с начала 2000-х. Он инвалид второй группы.

## Собственность и доходы
Согласно декларации за 2009 год, доход Шпигеля составил 1,9 млн руб., доход его супруги за этот период превысил 100 миллионов рублей.
В рейтингах журнала Форбс занимает 60-е место в рейтинге доходов чиновников и 43-е место в рейтинге доходов семей чиновников, депутатов, сенаторов и руководителей госкорпораций с доходом семьи 127,71 млн рублей.
По информации газеты «Ведомости», в Италии и Израиле Шпигелю принадлежит недвижимое имущество общей площадью 1521 м².

## Скандалы
В январе 2011 года из сейфа в номере, который снимал Борис Шпигель в отеле Herods, было украдено около миллиона шекелей и часы стоимостью около 300 тысяч шекелей. Деньги предназначались для оплаты отдыха.
В январе 2013 года в блоге Кристины Потупчик появился скан документа (ранее замеченный в иных местах), якобы являющегося копией приговора, вынесенного в 1982 году Шпигелю по ст. 120 УК РСФСР («Развратные действия» в отношении несовершеннолетних). Публикация была подхвачена рядом блогов и даже некоторыми СМИ. Вскоре, однако, в других блогах указали на обстоятельства, указывающие на недостоверность документа: в числе заседателей указаны лица со странными фамилиями, не значащиеся ни в каких реестрах, приговор составлен со множеством юридических нарушений, сведений о содержании Бориса Шпигеля под стражей нигде не сохранилось. Эксперт Института стратегических исследований отметил возможную связь появления данного материала с годовщиной памяти Анастасии Бабуровой и Станислава Маркелова (19 января), в преддверии которой противодействующие антифашистам силы решили провести такую акцию. Молодёжный союз юристов России призвал блогеров объединить усилия, чтобы ограничить объёмы клеветы и фальшивок в блогосфере; как примеры клеветы приводились данное сообщение о Шпигеле и похожий вброс о Екатерине Лаховой. При этом отмечалось, что авторы данных фальшивок вряд ли понесут ответственность по ст. 128 УК РФ, которая при этом пугает некоторых более добросовестных публикаторов; сообществу блогеров предлагалось провести «субботник» по очистке своей ленты от непроверенных перепостов.
В декабре 2013 года ведущий телевизионной программы «Момент истины» Андрей Караулов обвинил Шпигеля в организации поддельных писем за его подписью.

## Участие в профессиональных сообществах
- член-корреспондент Академии экономических наук и предпринимательской деятельности России.
- почётный доктор коммерции Академии экономических наук и предпринимательской деятельности России[3].

## Награды и признание
- Орден Почёта (2000, лишён в 2024);
- Медаль «В память 1000-летия Казани» (2005, лишён в 2024);
- Почётная грамота Президента Российской Федерации — за достигнутые трудовые успехи и многолетнюю добросовестную работу[45] (2012, лишён в 2024);

- Почётный профессор Всероссийской академии внешней торговли[источник не указан 520 дней];